# Ligue espagnole de basket

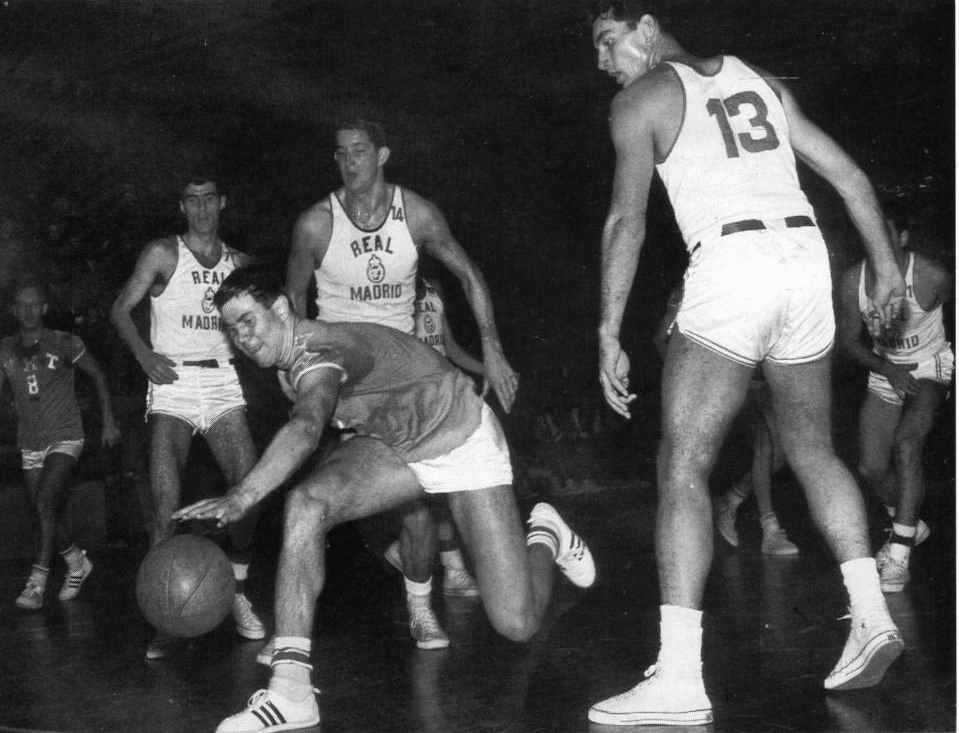
Match où participe le Real Madrid, membre de la ligue.

La Ligue espagnole de basket, ou Liga Española de Baloncesto est l'ancien nom de l'actuelle Liga ACB. Cette compétition était organisée par la Fédération d'Espagne de basket-ball (FEB) jusqu'en 1983, lorsque les clubs, réunis dans l'Association des clubs de basket-ball (Asociación de Clubs de Baloncesto) décidèrent d'organiser la ligue ACB, une nouvelle compétition indépendante de la FEB.
Bien que ces deux compétitions soient distinctes avec des règles et systèmes de gestions des matches différents, la Liga ACB est souvent considérée comme la continuation de la Primera Division. En effet plusieurs journalistes forment un seul palmarès avec les champions des deux ligues.
La compétition disputé entre 1957 et 1983 était une "Ligue" dans le sens le plus strict du terme. Autrement dit, il n'y avait pas de play-off, seulement la saison régulière.
Toutes les équipes, s'affrontaient entre elles en deux rencontres. La victoire valait 2 points, et le match nul, 1 point (à cette époque le règlement du basket-ball acceptait les matchs nul). Celui qui remportait le plus de points était proclamé champion, il pouvait donc participer à la Coupe d’Europe des clubs champions. Les trois derniers étaient relégués en deuxième division. Durant les 27 saisons où se disputèrent la Liga, le Real Madrid domina sans partage la compétition, en remportant 22 trophées en 27 éditions. Il fut détrôné en seulement cinq occasions, et seulement par des équipes catalanes : le FC Barcelone basket en trois occasions, Joventut Badalona par deux fois.

## Équipes participantes
Lors des 27 saisons entre 1957 et 1983, jouèrent au total 48 équipes dans la Primera Division. Voilà la répartition des équipes, par ordre alphabétique:
- Club Agromán (Madrid)
- Águilas (Bilbao)
- Aismalíbar (Montcada i Reixac)
- CB Askatuak (Saint-Sébastien)
- Club Atlético San Sebastián (es) (Sn.Sn.)
- FC Barcelone
- CD Baskonia (Vitoria)
- CB Breogán (Lugo)
- Club Bosco (La Corogne)
- CB Caja de Ronda (Malaga)
- CB Canarias (La Laguna)
- Canoe NC (Madrid)
- Círcol Catòlic de Badalona (Badalone)
- RCD Espanyol (BCN)
- CB Estudiantes (Madrid)
- CB Granollers (Granollers)
- CN Helios (Saragosse)
- CD Hesperia (Madrid)
- CB L'Hospitalet (Hospitalet)
- CD Iberia (Saragosse)
- CB Inmobanco (Madrid)
- Joventut (Badalone)
- SD Kas (Vitoria/Bilbao)
- CD La Salle (Barcelone)
- Laietà BC (Barcelone)
- Real Madrid (Madrid)
- Bàsquet Manresa (Manresa)
- CB Manresa (Manresa)
- UE Mataró (Mataró)
- CB Mollet (Mollet)
- UE Montgat (Montgat)
- RC Náutico (Tenerife)
- CB OAR (Ferrol)
- Obradoiro CAB (Saint-Jacques-de-Compostelle)
- CB Orillo Verde (Sabadell)
- Picadero JC (Barcelone)
- UDR Pineda (Pineda de Mar)
- Sant Josep (Badalone)
- Sevilla FC
- CB Tempus (Madrid)
- Club Tritones (Saragosse)
- Valladolid CB (Valladolid)
- C.Vallehermoso (Madrid)
- YMCA (Madrid)
- Real Zaragoza (Saragosse)
- Licor 43 (Santa Coloma de Gramanet)

## Équipes participantes selon communautés autonomes
| - 18 équipes : Catalogne. - 9 équipes : Communauté de Madrid. - 5 équipes : Pays basque. |  | - 4 équipes : Galice et Aragon. - 2 équipes : Andalousie et Îles Canaries. - 1 équipe : Castille-et-León. |

## Palmarès
Le Real Madrid est le club le plus titré avec 22 titres. Seuls cinq titres échappent à ce club : trois sont remportés par le FC Barcelone et deux par la Joventut de Badalona.
| Saison    | Équipe | Journée | Champion     | Points | Dauphin               | Points | Meilleur marqueur    | Points | Entraîneur champion |
| --------- | ------ | ------- | ------------ | ------ | --------------------- | ------ | -------------------- | ------ | ------------------- |
| 1982-1983 | 14     | 26      | FC Barcelone | 50     | Real Madrid           | 50     | Claude Gregory (BAS) | 773    | Antoni Serra        |
| 1981-1982 | 14     | 26      | Real Madrid  | 50     | FC Barcelone          | 48     | Larry McNeil (CAN)   | 890    | Lolo Sainz          |
| 1980-1981 | 14     | 26      | FC Barcelone | 40     | CB Estudiantes        | 38     | Essie Hollis (GRA)   | 599    | Antoni Serra        |
| 1979-1980 | 12     | 22      | Real Madrid  | 40     | FC Barcelone          | 38     | Nate Davis (VALL)    | 654    | Lolo Sainz          |
| 1978-1979 | 12     | 22      | Real Madrid  | 40     | FC Barcelone          | 34     | Williams (BAS)       | 735    | Lolo Sainz          |
| 1977-1978 | 12     | 22      | Joventut     | 40     | Real Madrid           | 38     | Essie Hollis (ASK)   | 862    | Antoni Serra        |
| 1976-1977 | 12     | 22      | Real Madrid  | 42     | FC Barcelone          | 41     | Guyette (FCB)        | 703    | Lolo Sainz          |
| 1975-1976 | 12     | 32      | Real Madrid  | 58     | FC Barcelone          | 46     | Bob Fullarton (BRE)  | 968    | Lolo Sainz          |
| 1974-1975 | 12     | 22      | Real Madrid  | 40     | FC Barcelone          | 38     | Price (BAS)          | 708    | Pedro Ferrándiz     |
| 1973-1974 | 15     | 28      | Real Madrid  | 55     | FC Barcelone          | 46     | John Coughran (YMCA) | 888    | Pedro Ferrándiz     |
| 1972-1973 | 16     | 30      | Real Madrid  | 60     | Joventut              | 52     | A.Pérez (BRE)        | 697    | Pedro Ferrándiz     |
| 1971-1972 | 12     | 22      | Real Madrid  | 42     | FC Barcelone          | 38     | G. Sagi-Vela (EST)   | 475    | Pedro Ferrándiz     |
| 1970-1971 | 12     | 22      | Real Madrid  | 42     | Joventut              | 42     | A.Pérez (BRE)        | 595    | Pedro Ferrándiz     |
| 1969-1970 | 12     | 22      | Real Madrid  | 38     | Picadero JC           | 37     | Thomas (STJ)         | 529    | Pedro Ferrándiz     |
| 1968-1969 | 12     | 22      | Real Madrid  | 37     | Joventut de Badalona  | 33     | Thomas (STJ)         | 563    | Pedro Ferrándiz     |
| 1967-1968 | 11     | 20      | Real Madrid  | 38     | CB Estudiantes        | 36     | Clifford Luyk (RM)   | 486    | Pedro Ferrándiz     |
| 1966-1967 | 11     | 20      | Joventut     | 38     | Real Madrid           | 38     | A.Martínez (JOV)     | 441    | E.Kucharsky         |
| 1965-1966 | 10     | 18      | Real Madrid  | 34     | Picadero JC           | 33     | Aiken (RM)           | 431    | Robert Busnel       |
| 1964-1965 | 8      | 14      | Real Madrid  | 27     | Picadero JC           | 25     | Lorenzo Alocén (Hel) | 330    | Pedro Ferrándiz     |
| 1963-1964 | 14     | 26*     | Real Madrid  | 18**   | Picadero JC           | 16**   | Emiliano (RM)        | 499    | Joaquín Hernández   |
| 1962-1963 | 12     | 16*     | Real Madrid  | 11**   | CB Estudiantes        | 9**    | Emiliano (RM)        | 319    | Joaquín Hernández   |
| 1961-1962 | 10     | 18      | Real Madrid  | 36     | Joventut              | 31     | Hightower (RM)       | 355    | Pedro Ferrándiz     |
| 1960-1961 | 12     | 22      | Real Madrid  | 42     | Orillo Verde Sabadell | 30     | Llobet (Ori)         | 450    | Pedro Ferrándiz     |
| 1959-1960 | 12     | 22      | Real Madrid  | 40     | Joventut              | 33     | Báez (RM)            | 439    | Pedro Ferrándiz     |
| 1958-1959 | 12     | 22      | FC Barcelone | 40     | Real Madrid           | 38     | Báez (RM)            | 445    | Jaime Isal          |
| 1958      | 10     | 18      | Real Madrid  | 32     | Joventut              | 29     | A.Martínez (RM)      | 310    | Ignacio Pinedo      |
| 1957      | 6      | 10      | Real Madrid  | 17     | FC Barcelone          | 17     | A.Martínez (RM)      | 180    | Ignacio Pinedo      |

Notes :
(*) Les saisons 1962-1963 et 1963-1964, se divisèrent en deux phases. Ici on indique le numéros total de match que se disputèrent entre la phase principale et la phase finale.
(**) Seuls les points de la phase finale figurent ici.
(***) Lors de la saison 1982-1983, le FC Barcelone et le Real Madrid terminèrent à égalités de points. Le point average n'étant pas pris en compte dans le règlement, le titre se joue sur  une finale disputée à Oviedo le 7 avril 1983. Le club catalan bat le club de la capitale par 76-70.

## Records
- Équipes avec le plus de titres : Real Madrid, 22 titres.
- Entraîneur ayant gagné le plus de titre : Pedro Ferrándiz, 12 titres.
- joueur qui a joué le plus de saison : Alfonso Martinez, 19 saisons.
- Joueurs ayant gagné le plus de titres : Clifford Luyk, 14 titres.
- Joueur ayant gagné avec le plus d'équipes distinctes : Alfonso Martinez, avec 3 équipes, Barcelone, Real Madrid et le Joventut Badalona.
- Joueur ayant marqué le plus de points : Alfonso Martinez.
- Joueur ayant marqué le plus de points en une saison : Bob Fullarton, du CB Breogán, marquant 968 points en 32 journées entre 1975-1976.
- Joueur arrivant meilleur marqueur : Alfonso Martinez, lors de 3 saisons.
- Meilleure moyenne de points sur une saison : Essie Hollis en 1977-1978 en marquant 862 points et 39,18 points par match.
- Joueur ayant marqué le plus de points en un match : Walter Szczerbiak, 65 points le 8 février 1976, lors de la victoire du Real Madrid contre le CB Breogán, par 140-48[2].
- Écart de points maximal en un match : 92 points de différence entre le Real Madrid contre le CB Breogán, par 140-48.

### Sources
- (es) Cet article est partiellement ou en totalité issu de l’article de Wikipédia en espagnol intitulé « Liga_Española_de_Baloncesto_(1957-1983) » (voir la liste des auteurs).